# Ебринген
Ебринген (њем. Ebringen) општина је у њемачкој савезној држави Баден-Виртемберг. Једно је од 50 општинских средишта округа Брајсгау-Хохшварцвалд. Према процјени из 2010. у општини је живјело 2.745 становника. Посједује регионалну шифру (AGS) 8315028.

## Географски и демографски подаци
Ебринген се налази у савезној држави Баден-Виртемберг у округу Брајсгау-Хохшварцвалд. Општина се налази на надморској висини од 290 метара. Површина општине износи 8,2 km². У самом мјесту је, према процјени из 2010. године, живјело 2.745 становника. Просјечна густина становништва износи 336 становника/km².